# Lettera apostolica
La lettera apostolica è un tipo di documento ufficiale redatto dal pontefice della Chiesa cattolica.
Per importanza si colloca al di sotto:
- dell'enciclica
- dell'esortazione apostolica
- dell'epistola apostolica
- del sacro concistoro
- della lettera decretale
- della lettera apostolica data motu proprio
- della costituzione apostolica;

Precede per importanza la convenzione e l'epistola.
Le lettere apostoliche sono impiegate per una vasta gamma di provvedimenti: beatificazioni, concessioni di patronati per nazioni e diocesi, concessioni di privilegi di cattedrale, concattedrale e basilica, erezioni di nunziature apostoliche.
Generalmente le lettere apostoliche sono date sotto forma di breve apostolico. Tuttavia, esistono lettere apostoliche date sub plumbo, ossia in forma di bolla, che costituiscono una tipologia di documenti pontifici a sé e sono tradizionalmente adoperate per la creazione di nuovi titoli cardinalizi. Questa rara tipologia di documento segue per importanza la lettera decretale e precede la lettera apostolica data motu proprio.